# Jakiw Palij
Jakiw Palij (ukrainisch Яків Палій, * 16. August 1923 in Piadyki, damals Polen; † 9. Januar 2019 in Ahlen, Deutschland) war als Hilfswilliger der SS im Zwangsarbeitslager Trawniki in Ostpolen eingesetzt.

## Leben
Jakiw Palij wurde 1923 in Piadyki, das damals zu Ostpolen gehörte und heute in der Ukraine liegt, geboren und war polnischer Staatsbürger. 1941 wurde er im Zwangsarbeitslager Trawniki zu einem Hilfswilligen der SS ausgebildet. Er war laut US-Ermittlern damit beauftragt, Gefangene an der Flucht zu hindern. Die amerikanische Botschaft schrieb 2018 in einer Presseerklärung, er habe zu „unmenschlichen Lebensbedingungen“ im Konzentrationslager beigetragen. Palij bestritt 2003 in einem Interview mit der New York Times, an Kriegsverbrechen beteiligt gewesen zu sein: er sei zu Patrouillengängen auf Brücken und an Flüssen gezwungen worden. Laut US-Justizministerium diente Palij ab 1943 im Lager. Er war Teil einer Einheit, „die Gräueltaten gegenüber polnischen Zivilisten und anderen verübte“, und Mitglied des SS-Bataillon Streibel.
Trawniki war Teil der NS-Aktion Reinhardt zur systematischen Ermordung der europäischen Juden. Am 3. November 1943 erschossen SS- und Polizeieinheiten fast alle Insassen des Lagers, 6000 Menschen. 1944 wurde das Lager Trawniki geschlossen. Palij war zu diesem Zeitpunkt laut Gerichtsunterlagen schon mit SS-Truppen im Fronteinsatz.
1949 setzte sich Palij in die USA ab, er erhielt 1957 die amerikanische Staatsbürgerschaft. Er verheimlichte seine Tätigkeit in der SS. Stattdessen gab er an, auf dem Bauernhof seines Vaters und in einer deutschen Fabrik gearbeitet zu haben. In den USA arbeitete Palij als technischer Zeichner, später war er Rentner. Er lebte vor seiner Abschiebung im New Yorker Stadtteil Queens.

### Ermittlung und Abschiebung nach Deutschland
1993 gab ein anderer ehemaliger Lagerwärter den US-Behörden den Hinweis, dass Palij „irgendwo in Amerika“ lebe. Er konnte gefunden werden und gab gegenüber den Ermittlern des US-Justizministeriums zu, falsche Angaben gemacht zu haben. „Ich hätte niemals mein Visum bekommen, wenn ich die Wahrheit gesagt hätte. Alle haben gelogen,“ sagte Palij damals und räumte ein, in Trawniki gedient zu haben. Er bestritt jedoch, an Kriegsverbrechen beteiligt gewesen zu sein. Er habe nur als Wachmann gearbeitet, weil seine Familie bedroht gewesen sei, sagte er. Bei einer zweiten Befragung 2001 unterzeichnete Jakiw Palij ein Dokument, in dem er einräumte, Wachmann in Trawniki und Mitglied des Bataillons Streibel gewesen zu sein.
Im Jahr 2003 entzog ihm ein US-Gericht nach 46 Jahren die amerikanische Staatsbürgerschaft. Ab 2003 war Palij ein Staatenloser. 2004 ordnete ein US-Richter die Ausweisung Palijs an. Sie scheiterte jedoch, da weder Polen noch die Ukraine noch Deutschland ihn aufnehmen wollten.
Fakten über Palijs Dienst in der SS liegen kaum vor. Es ist nur nachweisbar, dass er eine Ausbildung als Wachmann erhielt und, nach Aussage anderer Trawniki, kurzfristig jüdische Gefangene bewachte. Er wurde einmal befördert und erreichte den Dienstgrad Oberwachmann. Seine Einheit kämpfte in Polen gegen Partisanen und zwang Zivilisten zu Schanzarbeiten beim Bau von Verteidigungsstellungen gegen die Rote Armee. Im Mai 1945 war er in Sachsen und schlug sich anschließend nach Bayern durch. Im Jahr 1949 fuhr er mit dem Schiff General Stuart Heintzelmann von Bremen nach Boston. 
Ein Ermittlungsverfahren der Staatsanwaltschaft Würzburg aus dem Jahr 2015 wurde 2016 eingestellt, da weder eine unmittelbare eigenständige Beteiligung an Tötungsdelikten noch eine substanzielle Beihilfe an Tötungsdelikten nachweisbar war. Die Zentrale Stelle der Landesjustizverwaltungen zur Aufklärung nationalsozialistischer Verbrechen führte die Vorermittlungen und konnte nicht klären, in welcher Einheit Palij nach der Ausbildung eingesetzt war und welchen Dienst er ausübte.
Seine Anwesenheit in der Stadt New York verärgerte dortige Politiker, welche die US-Regierung unter Druck setzten, ihn aus dem Land zu schaffen. Die gesamte New Yorker Delegation im Kongress der Vereinigten Staaten unterzeichnete im Juli 2017 einen Brief an das US-Außenministerium, in dem sie auf die Abschiebung drängte. Palij war der letzte
der Mitwirkung an NS-Kriegsverbrechen Verdächtige, der in den USA lebte.
Im April 2018 protestierten einige Dutzend Menschen, darunter auch Schüler einer jüdischen High School, vor dem Reihenhaus in Queens, in dem Palij lebte, und forderten seine Abschiebung. Im August 2018 wurde er aus seiner Wohnung in Queens nach Deutschland abgeschoben. Am Morgen des 21. August 2018 landete eine US-Militärmaschine auf dem Flughafen Düsseldorf. Von dort wurde Palij per Krankentransport in eine Altenpflegeeinrichtung in Ahlen gebracht. Dort starb er am 9. Januar 2019 im Alter von 95 Jahren.
Richard Grenell, seit dem 8. Mai 2018 US-Botschafter in Deutschland, sagte nach Palijs Abschiebung, er habe den Fall bei jeder Zusammenkunft in Deutschland zur Sprache gebracht. In der neuen Bundesregierung (Kabinett Merkel IV) habe es eine „neue Energie“ für Verhandlungen gegeben. Außenminister Heiko Maas erklärte, Deutschland, in dessen Namen unter den Nationalsozialisten schlimmstes Unrecht getan wurde, stelle sich mit der Aufnahme Palijs seiner moralischen Verantwortung. Der Spiegel kommentierte: „Es gibt in den USA einen breiten Konsens dafür, NS-Verdächtige wie Palij abzuschieben. Und Deutschland wollte den USA offenbar einen Gefallen tun.“
Die US-Behörden erklärten nach der Abschiebung von Palij, er sei der letzte bekannte in den Vereinigten Staaten lebende Nazi-Verdächtige gewesen. Im Mai 2021 wurde jedoch Friedrich Karl Berger, ein ehemaliger Wachmann des Konzentrationslagers Neuengamme, nach Deutschland abgeschoben.